# 広島県立豊田高等学校
広島県立豊田高等学校（ひろしまけんりつ とよたこうとうがっこう）は、広島県東広島市安芸津町小松原にある県立高等学校。

## 概要
歴史
1978年（昭和53年）に広島県立竹原高等学校の分校2校が統合され開校した。2013年（平成25年）に創立35周年を迎えた。
設置課程・学科
全日制課程　普通科
校訓
「和光同塵」
校章
校名「豊田」のイニシャルである「T」の形と地域特産のビワの実を組み合わせたものを背景にして、中央に「高」のもじを置いている。
校歌
作詞は初代校長の成瀬大海、作曲は永井主憲による。歌詞は3番まであり、各番に校名の「豊田高校」が登場する。

## 沿革
旧・安芸津分校
- 1940年（昭和15年）4月1日 - 豊田郡安芸津町三津に「広島県三津実科高等女学校」が開校。
- 1943年（昭和18年）4月1日 - 「広島県三津高等女学校」に改称。
- 1948年（昭和23年）6月30日 - 統合により「広島県竹原高等学校 安芸津分校」（定時制）となる。
- 1955年（昭和30年）4月1日 - 醸造科を新設。
- 1962年（昭和37年）4月1日 - 全日制に移行。
- 1968年（昭和43年）10月1日 - 「広島県立竹原高等学校 安芸津分校」に改称（県の後に「立」が付される）。

旧・安浦分校
- 1940年（昭和15年）4月1日 - 豊田郡安浦町内海に「広島県内海実科高等女学校」が開校。
- 1943年（昭和18年）4月1日 - 「広島県内海高等女学校」に改称。
- 1948年（昭和23年）6月30日 - 統合により「広島県竹原高等学校 安浦分校」（定時制）となる。
- 1961年（昭和36年）4月4日 - 生活科を家政科に改称。
- 1962年（昭和37年）4月1日 - 全日制に移行。
- 1968年（昭和43年）10月1日 - 「広島県立竹原高等学校 安浦分校」に改称（県の後に「立」が付される）。

統合
- 1978年（昭和53年）4月1日 - 上記2校を統合の上、広島県立竹原高等学校から分離し、「広島県立豊田高等学校」（現校名）として独立。
  - 初代校長に成瀬大海が就任。
- 1981年（昭和56年）4月1日 - 統合校地・校舎が現在地に完成し、移転を完了。
- 1983年（昭和58年）
  - 1月22日 - 校歌を制定。
  - 8月21日 - 同窓会を設立。
- 1984年（昭和59年）12月10日 - 生徒歌を制定。
- 1987年（昭和62年）1月30日 - 格技場が完成。
- 1999年（平成11年）3月31日-家政科の募集停止、普通科のみになる。

## 交通
最寄りの鉄道駅
- JR西日本 呉線 「風早駅」

最寄りの幹線道路
- 国道185号 「県立豊田高校前」交差点

## 出来事
- 1971年7月6日 - 安浦分校の生徒3人が教諭1人を暴行した疑いで逮捕。同日、これに先立って試験をボイコットしていた生徒28人（逮捕者含む）を4日間謹慎処分[1]。